# Flecktarn (Bundeswehr)

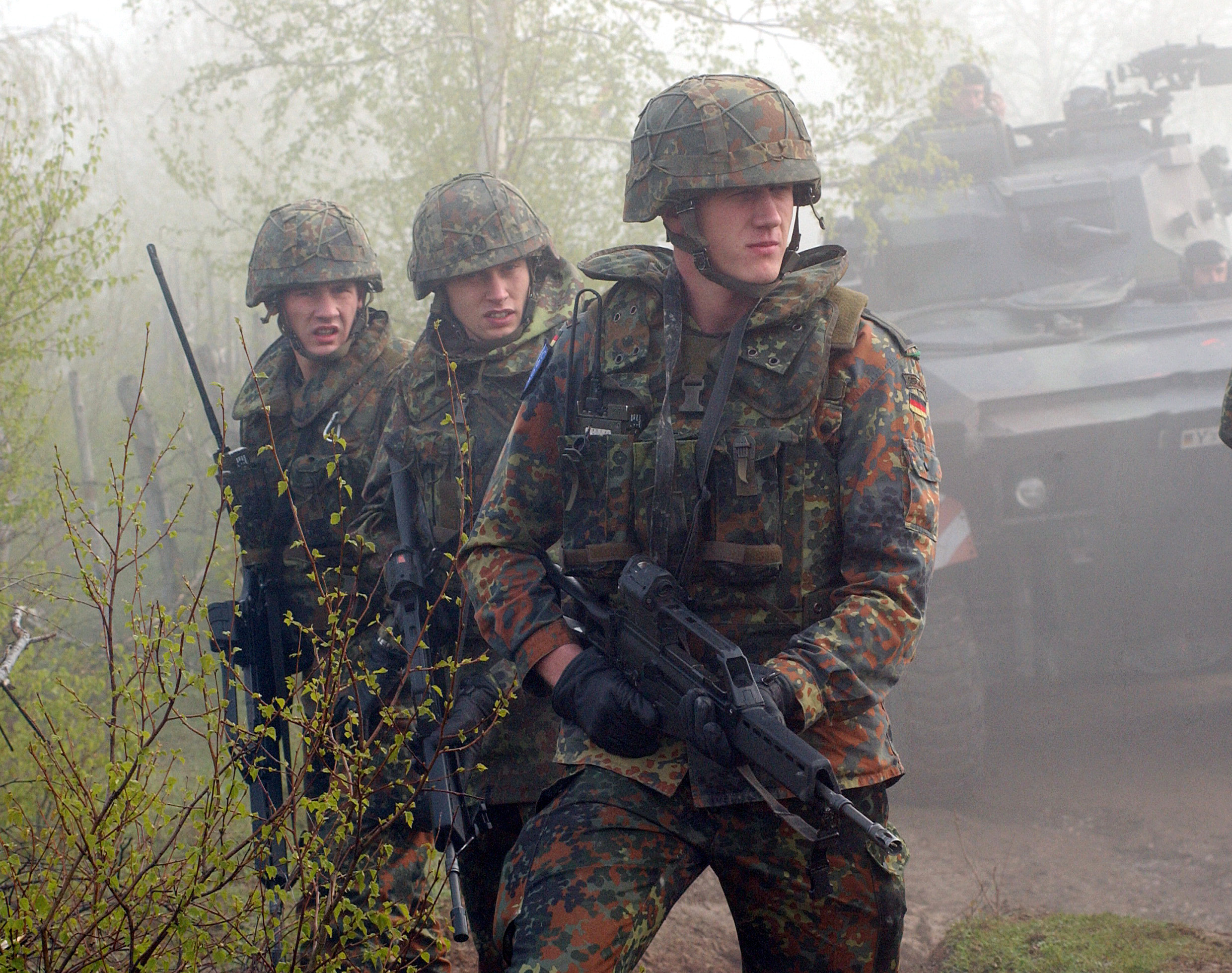
Soldati della Bundeswehr in „Feldanzug, Tarndruck“

Tarndruck è dal 1991 il camuffamento militare della Bundeswehr e viene utilizzato dai soldati dell'esercito, dell'aeronautica militare e della marina militare in tempo di pace e di guerra. Durante lo sviluppo del Tarndruck veniva designato come Flecktarn B (grosso). L'origine del camuffamento "Flecktarn" risale agli anni '30 del XX secolo.
Nella Bundeswehr viene chiamato "Flecktarn" anche il Feldanzug.

## Sviluppo

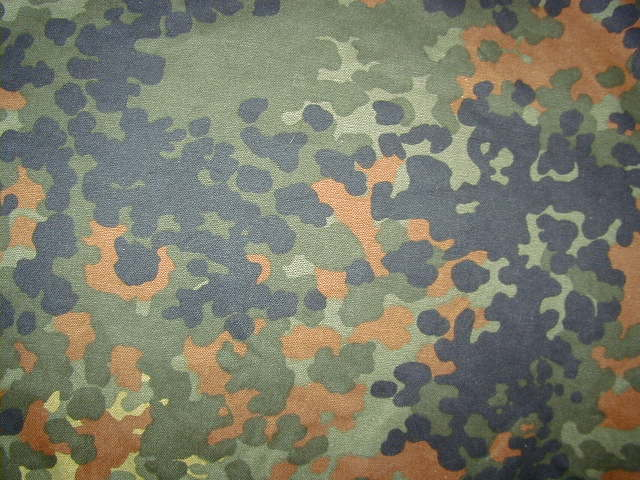
Flecktarn B (grosso) della Bundeswehr; 1991

Nel periodo di origine della Bundeswehr, cioè in fase di riarmo (Dienststelle Blank), venne sperimentato nel 1955 un camuffamento derivato dall'SS-Leibermuster. Questo camuffamento in pianificazione con la Europäischen Verteidigungsgemeinschaft (EVG) divenne uniforme. Il materiale a sei colori proveniva dal Belgio.
Dopo il breve periodo del progetto francese EVG-Projekt, divenne necessario lo sviluppo di un nuovo camuffamento Leibermuster per la Bundeswehr a partire dal 1956. Venne utilizzato dal 1956 un mimetismo tipo Splittertarn M31 della Reichswehr e Wehrmacht rispettivamente. Questi esistevano in tre diverse varianti. Già dai primi anni '60 vi furono camuffamenti Splittertarn opposti a quelli dei partner NATO, color oliva RAL 6014 (Giallo oliva).
Dal 1976 si iniziò ad interessarsi ad un nuovo camuffamento. Dalla seconda metà del 1976 la Bundeswehr diede in prova ad una serie di truppe dei nuovi camuffamenti da provare, in collaborazione con l'Armee francese. Si trovano qui i camuffamenti colori provati:
- "Sägezahnmuster", sequenza del SS-Palmenmuster;
- "Punkttarnmuster", piccolo, gruppi di punti a tre colori, come il primo Erbsenmuster M44;
- Flecktarn A, nuova concezione del SS-Platanenmuster;
- Flecktarn A (piccolo), variante del Flecktarns A, con maggior contrasto tra i colori;
- Flecktarn B (grosso), nuova concezione computerizzata del Platanenmuster risalente allo storico degli anni '30.

Fu inoltre provato nel 1988 un tre-colori:
- Flecktarn C ("Schattentarn"), variante del Platanenmuster con chiazze e delineato in contrasto grigio-verde.

Come risultato della prova del 1976 fu promosso il Flecktarn B, anche se non fu direttamente rivolto alle truppe causa problemi finanziari, politici. Fu provato nel test "Erprobung 88" e selezionato dal gennaio 1987 al 1990 come parte della serie di prova "Kampfanzug 90". Venne anche provato nello stesso periodo 1986-1987 un camuffamento, sempre Flecktarn, con chiazze più piccole e più chiare. Questo tipo è presente nelle uniformi presenti nel Deutsches Panzermuseum. Il Flecktarn B (grosso) fu introdotto ufficialmente il 20. febbraio 1991 nella Bundeswehr.
Il Flecktarn B (grosso) fu impiegato anche in:
- Belgio
- Austria (solo in Germania gli elmetti del Einsatzkommando Cobra)
- Paesi Bassi
- Russia bianca (Polizia e Milizie)
- Cina (come plagio dell'Esercito Popolare di Liberazione in Tibet; vedi voce Flecktarn)

## Varianti
La variante sviluppata successivamente all'introduzione del primo tipo del 1991 fu quella desertica, dovuta all'impiego in Somalia nel 1993/94, la "Wüstentarn" a tre colori (verde scuro/marrone scuro/beige) per zone aride con residui di vegetazione e steppa. Vennero anche sviluppati Wüstentarnmuster per vegetazione desertica, con grigio e toni rosa, così come la "Gebirgsflecktarn" per roccia e alta montagna. Un'altra variante è quella per zone paludose. Questa variante è usata solamente gli anfibi.
La variante invernale è con chiazze verdi più piccole e sfondo bianco. Questa variante fu sviluppata fin dagli anni'60 per le truppe alpine "Gebirgsjägertruppe". È uno dei più copiati al mondo per le regioni artiche/fredde.

## Falsi
Falsa è la descrizione che si trova in commercio tipo "Tarnfleck".

## Critiche, uno sguardo al futuro
Fin dalla sua introduzione il Flecktarn B (grosso) della Bundeswehr fu ricevuto con grande consenso. 
La critica che viene mossa è che l'indiscutibile primato nel XX secolo per quanto riguarda il camuffamento in zone alberate della mitteleuropa presenta dei limiti per altri ambienti terrestri e marini. 
La ricerca dell'istituto Wehrwissenschaftliches Institut für Werk- und Betriebsstoffe sottolinea la non completa compatibilità con ambienti marini e per zone urbane.